# Pilar Grangel Arrufat
Pilar Grangel Arrufat (Castellón de la Plana, 19 de octubre de 1893-Montpellier, 18 de marzo de 1987)  fue una pedagoga racionalista y militante anarcosindicalista española.

## Trayectoria y militancia
Afincada en Barcelona, se afilió a la Sección de Maestras del Sindicato Único de Profesiones Liberales (SUPL) de la Confederación Nacional del Trabajo (CNT).
Antes de la Guerra Civil, junto a su compañero, Joaquin Ferrer Álvaro (con quien tuvo al menos una hija, Violeta Ferrer), estuvo como responsable de la Escuela racionalista Pestalozzi en la barriada barcelonesa de Sants (donde también fundó el grupo «Brises Llibertàries», que pretendía impartir clases nocturnas para mujeres obreras)  y dirigió la escuela del Sindicato del Ramo de Elaborar Madera.
El 1934, el grupo "Brises Llibertàries" da lugar al Cultural Femení, que se reunía al Sindicato de Artes Gráficas de la CNT de Barcelona. Durante la guerra militó en «Mujeres Libres», ayudaba en su órgano de expresión, que tenía el mismo nombre, y se encargó de la Maternidad de Las Cortes; aunque no apoyó el intento del grupo de ingresar en la Federación Anarquista Ibérica (FAI).
En septiembre de 1936 fue una de las fundadoras (con Ernestina Corma, Eugènia Bony, Maria Colomé y Palmira Puntas, entre otros) del Comité Femení de Solidaritat Libertària del SUPL, comité que se creó para montar un taller de confección de ropa para el frente, hacer cursillos de enfermería y de puericultura, impartir conferencias propagandísticas, etc.
Al acabar la guerra marchó a Francia, donde fue internada en varios campos, estableciéndose en Clermont-Ferrand de Hérault.
En 1945, todavía no había conseguido emigrar a México, cosa que le hizo instalarse definitivamente en Montpellier, donde colaboró en la prensa del exilio (Cenit, Espoir, etc.) y en tareas asistenciales en Solidaridad Internacional Antifascista (SIA).